# Юнус Сьойлет
Юнус Сьойлет (на турски: Yunus Söylet) е турски учен, професор по медицина, бивш ректор на Истанбулския университет.

## Биография
Юнус Сьойлет е роден на 16 ноември 1956 година в град Истанбул, Турция. През 1974 година завършва средното си образование. завършва медицина в Истанбулския университет през 1980 г. През 1996 г. става професор по педиатрична урология. Той е назначен за член на Съвет за висше образование на Турция през 2007 г. и избран за ректор на Истанбулския университет през декември 2008 г.  Той служи като ректор 6 години до февруари 2015 г. Той е почетен член на Германското дружество по детска хирургия заради успешни работи в немски болници.
Той беше удостоен с почетния доктор от Българската академия на науките в София на 28 май 2014 г., като стана първият турски учен, получил почетна докторска степен от тази академия. Проф. Сьойлет получи Почетното удостоверение за докторска степен от Акад. Стефан Воденичаров.

## Личен живот
Владее английски и немски език. Женен е и има две деца.